# Kvadrivium
Kvadrivium (lat. quadrivium, čtyřcestí) na středověkých univerzitách byla druhá, vyšší, část sedmi svobodných umění. Skládalo se ze čtyř předmětů nebo umění: aritmetiky, geometrie, hudby a astronomie.
Následovalo po předchozím zvládnutí oborů trivia, totiž gramatiky, dialektiky (či logiky, význam těchto slov byl v té době stejný) a rétoriky. Kvadrivium bylo naopak považováno za předstupeň vlastního odborného studia filozofie – pokládané za svobodné umění ve vlastním smyslu – nebo teologie, práv či lékařství. Na některých středověkých univerzitách kvadrivium vedlo k získání titulu bakaláře, na fakultách vyšší úrovně pak mohl student získat titul magister (celým názvem mistr svobodných umění, Magister artium).
Předmět hudba v kvadriviu znamenal klasický předmět harmonie, bylo to vlastně studium proporcí mezi hudebními intervaly. Vztah k hudbě v dnešním smyslu nebyl součástí studia.
Složení kvadrivia je naznačeno už u Platóna, v sedmé knize Ústavy; Proklos napsal, že tyto předměty lze pokládat za studium čísel a jejich vztahu k fyzickému rozměru času: aritmetika je čisté číslo, geometrie je číslo v prostoru, hudba číslo v čase a astronomie číslo v časoprostoru. Pojem kvadrivia však poprvé použil Boëthius.